# 双流体育中心
雙流體育中心（英語：Shuangliu Sports Center），位于成都市双流区白河路，总建筑面积37495平方米（其中体育场22869平方米，体育馆、训练馆及游泳池14626平方米，地下建筑面积706平方米），绿化面积达53.3%，于2008年7月建成并投入使用
成都双流体育中心足球场除日常举办中国足球甲级联赛（截止2014年11月1日成都天诚足球俱乐部解散）、中国足球乙级联赛外，也曾经作为2010年女子亚洲杯足球赛、熊猫杯国际青年足球邀请赛举办场地。

## 主要活動

### 文娛演出
- 2016年12月31日，四川衛視《花開天下2016-2017跨年演唱會》（成都站）
- 2017年9月22日-23日，張學友《A CLASSIC TOUR 學友.經典世界巡迴演唱會》（成都站）
- 2017年11月11日，譚詠麟《銀河歲月40載世界巡迴演唱會》（成都站）
- 2018年6月17日，王力宏《龍的傳人2060世界巡迴演唱會》（成都站）
- 2018年7月20日-21日，五月天《人生無限公司巡迴演唱會》（成都站）[1]
- 2018年8月4日，張韶涵《旅程世界巡迴演唱會》（成都站）
- 2018年8月11日，薛之謙《摩天大樓世界巡迴演唱會》（成都站）
- 2018年9月14日-15日，張學友《A CLASSIC TOUR 學友.經典世界巡迴演唱會》（成都站）
- 2019年8月24日，《逐夢之夜群星演唱會》（成都站）
- 2019年11月16日，林俊傑《聖所2.0世界巡迴演唱會》（成都站）
- 2023年9月21日，《華語音樂打歌中心狂歡夜「就愛你」群星演唱會》（成都站）